# Bobi Wine
Bobi Wine, vlastním jménem Robert Kyagulanyi Ssentamu (* 12. února 1982, Nkozi) je ugandský zpěvák, herec a politik. Pochází z kmene Baganda a vyrostl v chudinské čtvrti Kamwookya. Je ženatý a má čtyři děti.
Vystudoval umělecký obor na Makerere University. Jeho hudba vychází ze stylů reggae a afrobeat. Šestkrát získal hudební cenu Pearl of Africa Music Awards. Hrál také hlavní mužskou roli ve filmu Situka.
V roce 2012 zahájil veřejné tažení za zlepšení ugandského zdravotnictví, spolupracuje také s dobročinnou organizací Save the Children. V roce 2017 byl zvolen poslancem a od roku 2020 je předsedou opoziční strany National Unity Platform. Ve svém programu slibuje konec korupce a obrací se především na mládež. Časopis Foreign Policy ho zařadil na svůj seznam globálních myslitelů.
V prezidentských volbách v lednu 2021 byl hlavním protikandidátem Yoweri Museveniho. Během kampaně byl zatčen pod záminkou, že jeho shromáždění porušují protikoronavirová opatření. Následovaly protesty, které potlačila armáda. Ve volbách skončil se ziskem 34,8 procenta na druhém místě, výsledek však odmítl uznat a obvinil vládnoucí režim z volebních podvodů.